# 2-Methylfuran
2-Methylfuran ist eine chemische Verbindung aus der Gruppe der Furane und ist isomer zu 3-Methylfuran.

## Vorkommen

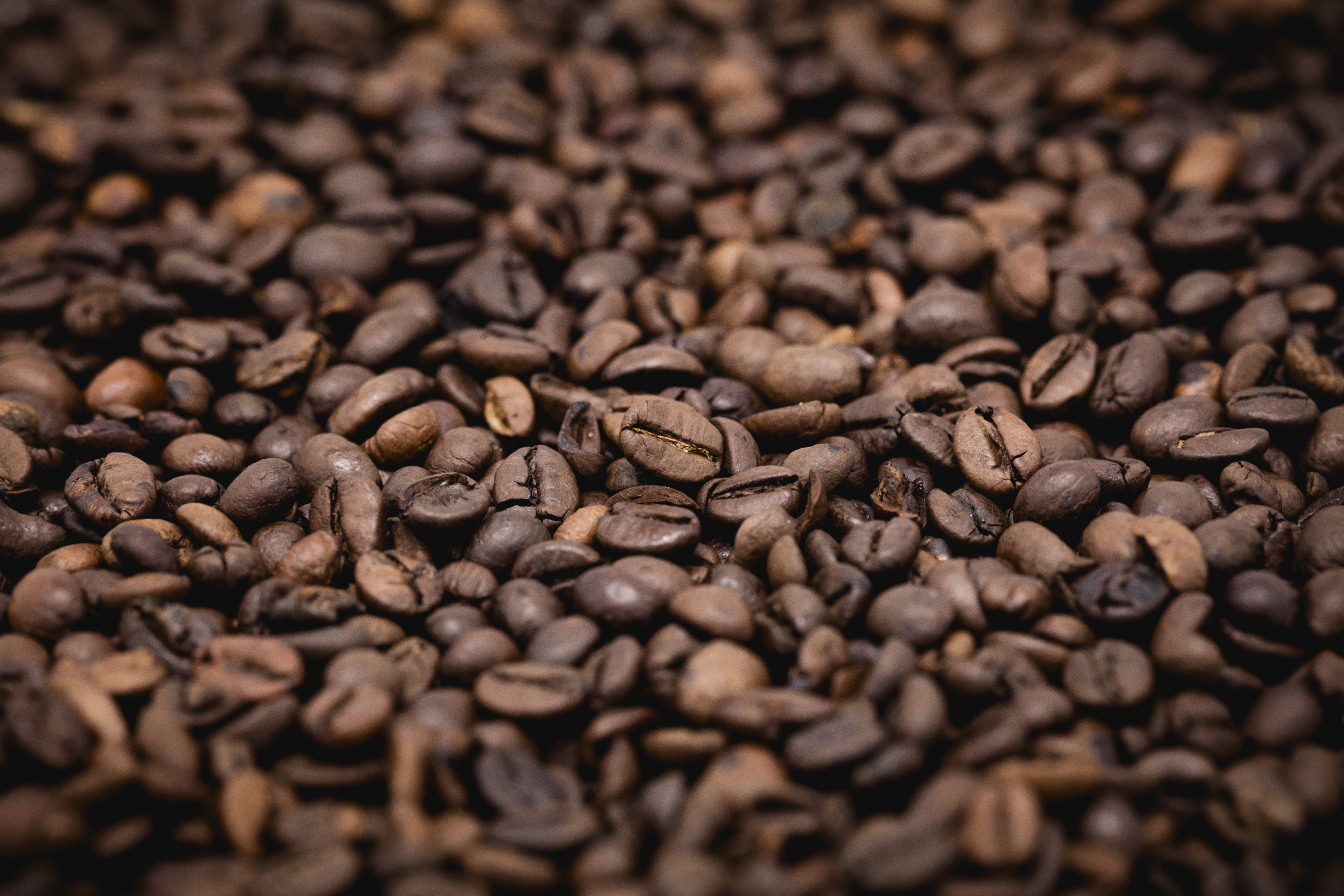
Geröstete Kaffeebohnen

2-Methylfuran kommt natürlich in Form als Geruchskomponente von Zigarettenrauch und Schimmelpilzen vor.  Daneben findet man es in Myrte und Lavendel (Lavandula x intermedia). Auch zum Geruch von geröstetem Kaffee trägt es bei.

## Gewinnung und Darstellung
2-Methylfuran kann durch eine Palladium katalysierte Reaktion von Penta-1,3-dien mit Wasserstoffperoxid gewonnen werden.
Industriell wird 2-Methylfuran aus Furfurylalkohol durch katalytische Hydrierung mit einem Kupfer-Katalysator in der Dampfphase hergestellt.
Ein weiteres Verfahren zur Herstellung von 2-Methylfuran ist die elektrokatalytische Hydrogenolyse von Furfural.

## Eigenschaften
2-Methylfuran ist ein leicht flüchtige, farblose Flüssigkeit mit etherischem Geruch, die schwer löslich in Wasser ist. Sie zersetzt sich bei starker Erhitzung und besitzt bei 20 °C eine dynamische Viskosität von 4 mPa·s.

## Verwendung
2-Methylfuran wurde im Zweiten Weltkrieg als Benzinzusatz mit hoher Oktanzahl verwendet. Außerdem wird es zur Herstellung von 2-Methylthiophen genutzt.

## Sicherheitshinweise
Die Dämpfe von 2-Methylfuran bilden mit Luft ein explosionsfähiges Gemisch (Flammpunkt −30 °C).